# Вовче лико звичайне
Вовче лико звичайне, во́вчі я́годи звич́айні (Daphne mezereum L.), місцеві назви — вовчатник, дубочок, перець дикий тощо.
Кущ родини вовчеликових (до 1,5 м заввишки) з сірою або жовтувато-сірою корою та малочисельними прямостоячими тонкими пагонами. Молоді пагони сірі, довгасто-оберненояйцеподібні (3-5 см завдовжки, 1-3 см завширшки) з тупуватою верхівкою і клиноподібною основою, зверху темно-зелені з сизим нальотом, зісподу світліші, голі, лише по краю війчасті, черешки короткі (3-8 мм завдовжки). Квітки світло-рожеві або білі, в перерваному волотистому суцвітті, розміщуються на дворічних пагонах, у пазухах опадних лусок, з'являються до розпускання листя. Оцвітина проста, трубчаста або лійкоподібна, з циліндричною трубочкою і широко яйцеподібними лопатями відгину; тичинок вісім, маточка вдвоє коротша від трубки оцвітини з майже сидячою приймочкою. Цвіте до появи листя. Плід — соковита кістянка (6-7 мм завдовжки), овальна, яскраво-червона або жовтувата. Кісточка куляста, темно-сіра, блискуча. Лікарська й отруйна рослина.

## Екологічна приуроченість
Вовчі ягоди звичайні поширені в підліску мішаних і листяних лісів. Тіньовитривала рослина. Цвіте у квітні й до травня.

## Ареал
Поширені в Євразії. В Україні поширені вовчі ягоди на Поліссі, в Карпатах, Розточчі — Опіллі, в правобережному Лісостепу. Також у Правобережному лісостепу, в Лівобережному лісостепі трапляється дуже рідко. Запаси обмежені, заготівля ускладнюється розсіяним поширенням, відсутністю суцільних заростей. Потребує охорони.

## Практичне використання
Лікарська, отруйна, олійна, медоносна і фарбувальна рослина. У народній медицині використовують сушену кору гілок вовчих ягід звичайних зовнішньо як протинаривний засіб, при ревматизмі і невралгії, при золотусі й водянці.
Есенцію з свіжої кори, зібраної перед цвітінням, застосовують у гомеопатії.
Всі частини вовчих ягід звичайних дуже отруйні. У корі і в квітках міститься глюкозид дафнін. В усіх частинах рослини, крім того, міститься жовто-бура смола — мезереїн, яка і є отруйним чинником рослини. Висушені рослини не втрачають токсичності. У ягодах міститься жирна олія (31 %) і подібна до дафніну речовина кокогнін. Нерідко ягодами вовчого лика отруюються діти, доза в 10-15 ягід уже смертельна. Через наявність у рослині пекучого гострого соку тварини її не їдять, проте відомі випадки отруєння коней. Симптоми отруєння у людини і ссавців: запалення слизових оболонок, слабість, тремтіння, розширення зіниці, пронос, блювання, непритомність. Протиотрута — ковтання льоду, морфій, слизові відвари. Якщо вовчі ягоди потрапили до шлунку, то його потрібно промити водою з активованим вугіллям. Отруйні і вовчі ягоди пахучі. Кора вовчих ягід звичайних містить барвну речовину, тому її використовують для фарбування вовни в оливково-зелений колір.
Вовчі ягоди звичайні — добрий ранньовесняний медонос. Медопродуктивність 15 кг меду з 1 га. Свіжозібраний мед вважається отруйним, викликає запалення і гострий біль слизових оболонок рота і травного тракту. Це, напевне, пов'язано з тим, що до меду потрапляє пилок, а з ним алкалоїди. Перед вживанням цей мед слід прокип'ятити. Є вказівки на отруйність меду вовчих ягід звичайних і для бджіл. Вовчі ягоди, як рідкісні рослини, потребують охорони.

## Близький вид
Вовчі ягоди пахучі (Daphne cneorum L.)